# Sani Abacha
Sani Abacha (* 20. September 1943 in Kano; † 8. Juni 1998 in Abuja) war General und Militärdiktator von Nigeria (1993–1998).

## Ausbildung
Der aus dem Hausa-Volk stammende Sani Abacha wechselte nach dem Schulbesuch in seiner Heimatstadt im Jahr 1962 auf ein Militärcollege. Dieses verließ er 1963, um bis 1971 eine militärische Ausbildung im Vereinigten Königreich zu absolvieren. Er kämpfte 1967 im Biafra-Krieg und wurde 1975 zum Hauptmann befördert. Abacha setzte seine Militärausbildung in den folgenden Jahren fort und nahm unter anderem 1982 an einem internationalen Verteidigungskurs in Monterey (Kalifornien) teil.

## Regierung Buhari
Im Dezember 1983 war Abacha am Sturz des gewählten Präsidenten Shehu Shagari sowie an der Machtübernahme von Shagaris Nachfolger, Militärdiktator Muhammadu Buhari beteiligt. Abacha verkündete die Regierungswechsel per Rundfunk; damit begann seine politische Karriere.
1984 wurde Abacha zum Generalmajor befördert. 1985 leistete er General Ibrahim Babangida Beistand, um Buhari durch einen Militärputsch abzulösen. Er wurde zum Stabschef der Armee ernannt und war damit der zweitmächtigste Mann Nigerias. Im August 1990 wurde er unter Babangida Verteidigungsminister. Wie viel Einfluss Abacha in dieser Zeit auf Babangida hatte, ist ungeklärt. Manche behaupten, er habe die eigentliche politische Macht in der Regierung gehabt.
Im Februar 1993 verkündete Abacha, die Regierung wünsche einen baldigen Übergang zu Zivilführung und ein Ende der Militärführung. General Babangida terminierte die Wahl für Juni 1993. Doch als es offensichtlich wurde, dass Moshood Abiola (Social Democratic Party) gewinnen würde, annullierte Babangida die Wahlergebnisse. Infolgedessen setzte Abacha am 26. August 1993 die Verabschiedung von Babangida aus allen Ämtern durch und setzte eine zivile Übergangsregierung unter Ernest Shonekan ein. Er selbst behielt aber als Stabschef und Verteidigungsminister praktisch die Macht. Nach nur drei Monaten Amtszeit trat Shonekan am 18. November unter dem Druck von Demonstrationen zurück. Sani Abacha übernahm die Macht im Staat.

## Militärdiktatur
Obwohl Abacha eine Rückkehr zur Demokratie versprach, löste er die demokratischen Institutionen auf und ersetzte Zivilbeamte durch Militäroffiziere. Politische Parteien, die nicht amtlich anerkannt waren (z. B. die SDP), wurden stark unterdrückt bzw. aufgelöst. Die neue Verfassung von 1989, die noch nicht in Kraft getreten war, wurde aufgegeben.
Abachas Regime wurde durch Verhaftungen, Einkerkerung und Hinrichtung von politischen Opponenten, Zensur der Presse und Entwicklung eines Polizeistaates gekennzeichnet. Berühmte Opfer seiner Regierung waren Abiola, der im Juli 1998 im Gefängnis starb und der ehemalige Staatschef Olusegun Obasanjo. Eine seiner wohl brutalsten Taten war 1995 die Verfolgung und Hinrichtung des Umweltschützers und Journalisten Ken Saro-Wiwa sowie anderer Ogoni-Aktivisten, die gegen die Zerstörung der Umwelt durch multinationale Ölgesellschaften protestierten. Zudem ließ Abacha 1997 den Literatur-Nobelpreisträger Wole Soyinka zusammen mit weiteren im Exil lebenden Oppositionellen wegen Hochverrats anklagen. Andere Opfer seines Regimes waren zahlreiche Militäroffiziere, die er umbringen ließ, vermutlich um seine Macht über das Militär zu bekräftigen und zu behalten.
Außenpolitisch unterstützte er die Westafrikanische Wirtschaftsgemeinschaft (ECOWAS) und ihren militärischen Arm, die ECOWAS Monitoring Group (ECOMOG), indem er Truppen nach Liberia und Sierra Leone schickte, um dort die demokratischen Verhältnisse wiederherzustellen.
In Bezug auf eine Reform der Menschenrechte leistete Abacha den Forderungen seiner internationalen und nationalen Gegner stets Widerstand; internationale Maßnahmen gegen seine Regierung zeigten wenig Wirkung: Während seiner Amtszeit gab es zahlreiche internationale Sanktionen, eine de facto diplomatische Isolation, Kondemnation von den UN und Verbannung aus dem Commonwealth. Abacha reiste und sprach in der Öffentlichkeit selten, und er wurde nie ohne seine Sonnenbrille und einen Kader von 2.000–3.000 Leibwächtern gesehen. Während des letzten Jahres seiner Regierung (1998) empfing Abacha Papst Johannes Paul II. und Jassir Arafat.
1995 gab Abacha bekannt, dass die Regierung vor Oktober 1998 wieder den Zivilisten zurückgegeben werde. Der Wahlkampf sollte im August 1998 stattfinden. Am 8. Juni 1998 starb Abacha jedoch an einem plötzlichen Herzinfarkt in seiner Villa, verursacht durch eine Überdosis Viagra, während er sich mit drei aus Dubai eingeflogenen indischen Prostituierten vergnügte. Während seiner Amtszeit schaffte Abacha mehr als eine Milliarde US-Dollar – andere Schätzungen gehen bis zu fünf Milliarden US-Dollar – aus den Erdöleinnahmen Nigerias außer Landes.
Sein Nachfolger Abdulsalami Abubakar setzte ein rasches Demokratisierungsprogramm in Gang und überwachte die Rückkehr zu einer gewählten Zivilregierung 1999.
Eine der 2005 gängigsten Anbahnungen von Internet-Betrug der sog. „Nigeria-Connection“ geschah unter der Vorspiegelung, die Witwe oder einer der Söhne Abachas habe Kenntnis von einem Millionenvermögen auf fremden Konten, das der per E-Mail zur Kooperation Aufgeforderte beanspruchen und abholen helfen sollte (sog. Chapter-419-Betrug, gemäß dem Paragraphen des nigerianischen Strafgesetzes, der diese Betrugsanbahnung unter Strafe stellt).
2016 versuchten Strafermittlungsbehörden der Vereinigten Staaten ein Vermögen von etwa 630 Millionen US-Dollar sicherzustellen, das Abacha zugeschrieben wird.
Im Dezember 2017 gab das Schweizer Außenministerium bekannt, rund 320 Mio. Dollar an beschlagnahmten Geldern der Familie Abachas an Nigeria zurückzuzahlen.
Am 30. Oktober 2012 wurde Vermögen von Abacha in luxemburgischen Tarnfirmen konfisziert.
Am 31. Mai 2019 wurden 268 Millionen US$ auf einem Bankkonto auf Jersey, einer der britischen Kanalinseln, sichergestellt. Das Geld sei durch Korruption zur Zeit der Herrschaft Sani Abachas zusammengekommen. Das Konto war bereits seit 2014 auf Antrag eines Bundesgerichts in Washington, D.C. gesperrt gewesen.